# Transformers 3
Transformers 3 (v anglickém originále Transformers: Dark of the Moon) je americký akční sci-fi film z roku 2011. Navazuje na předchozí filmy Transformers a Transformers: Pomsta poražených.
V originále nese třetí díl Transformers podtitul „Temná strana Měsíce“. Právě tady v roce 1969 posádka první americké měsíční expedice Apollo 11 objevila mimozemské vesmírné plavidlo a moudře si to nechala pro sebe, respektive pro tajné služby. Podle Autobotů, kteří už dvakrát dokázali ochránit pozemšťany před ničivou invazí jejich zlých konkurentů Deceptikonů, to ale byla zásadní chyba. Chyba, která by mohla zničit celou naši civilizaci, pokud nám Autoboti znovu nepomohou. Kromě starých známých plecháčů v čele s Optimem Primem a Bumblebeem se na scénu vrací jejich největší lidský spojenec Sam (Shia LaBeouf), životem a bitvami s roboty otřískaný mladý muž, který chce ze všeho nejvíc konečně začít žít normální život. Bohužel už ne po boku jeho přítelkyně Mikaely (Megan Fox), která byla představiteli Paramountu vyškrtnuta ze scénáře. Sama Witwickyho naštěstí scenárista Ehren Kruger dlouho zahálet nenechá, když mu do cesty přihraje velepohlednou Carly (modelka Rosie Huntington-Whiteleyová). Ta se naneštěstí stane příčinou Samova dalšího angažmá v nekonečném souboji mezi Autoboty a Deceptikony, k nimž se přidá bývalý vůdce Autobotů: "Sentinel Prime". Deceptikoni se totiž rozhodli odříznout od světa celé Chicago, z důvodu, že je to nejvhodnější místo pro přivolání jejich domovské planety "Cybetronu" a využití celého lidstva pro její opravu. Do Chicaga je unesena i Carly, Samova přítelkyně, a tak se Sam chtě nechtě musí do tohoto města vydat, aby se ji pokusil zachránit. A jen tak "bokem" i celou lidskou rasu.

## Obsazení
- Shia LaBeouf jako Sam Witwicky
- Josh Duhamel jako podplukovník William Lennox
- John Turturro jako Seymour Simmons
- Tyrese Gibson jako náčelník letectva USA Robert Epps
- Rosie Huntington-Whiteleyová jako Carly Spencer
- Patrick Dempsey jako Dylan Gould
- Kevin Dunn jako Ron Witwicky
- Julie White jako Judy Witwicky
- John Malkovich jako Bruce Brazos
- Frances McDormandová jako Charlotte Mearing
- Lester Speight jako Hardcore Eddie
- Alan Tudyk jako Dutch
- Ken Jeong jako Jerry Wang
- Glenn Morshower jako generál Morshower
- Buzz Aldrin hraje sám sebe
- Bill O'Reilly hraje sám sebe

## Postavy

### Autoboti
- Optimus Prime, který má stříbrný návěs vpředu a vzadu modrý. V návěsu má ohromnou výzbroj pro létání.
- Bumblebee, transformuje se do Chevroletu Camaro.
- Ratchet transformuje se do sanitky Hummer H2
- Ironhide transformuje se do pick-upu značky GMC ve filmuje zabit Sentinelem Primem
- Sideswipe transformuje se do stříbrného auta Chevrolet Corvette
- Roadbuster transformuje se do zeleného Chevroletu impala NASCAR
- Topspin transformuje se do modrého Chevroletu impala NASCAR
- Leadfoot transformuje se do červeného Chevroletu impala NASCAR
- Que (původně Wheeljack) transformuje se do auta ministra obrany do Mercedesů ve filmu ho 1 z decepticonu a Barricade zabijou
- Dino (původně Mirage) transformuje se do Ferrari
- Brains transformuje se do počítače
- Wheelie transformuje se do malého autíčka na ovládání

### Decepticoni
- Megatron transformuje se do náklaďaku ve filmu mu Optimus odsekne hlavu
- Starscream transformuje se do stíhačky F-22 Raptor ve filmu ho Sam zabil ze zbraní co mu dal Que.
- Barricade transformuje se do policejního auta, v Chicagu mu odstřelovači odstřeli oči
- Laserbeak transformuje se do supa, počítače , televize , a do bumblebeeho robotyckého módu v ružovém ve filmu mu Bumblebee odstřelil hlavu
- Crankcase transformuje se do auta SUV ve filmu ho Ironhide a Sideswipe zabil
- Crowbar transformuje se do auta SUV taky ho zabili Ironhide a Sideswipe
- Hatchet transformuje se do auta SUV ve filmu je zabit Miragem, Bumblebee a Sideswipem při dálniční scéně
- Igor do ničeho se netransformuje
- Soundwave transformuje se do auta mercedes SLS AMG 6.3 ve filmu mu Bumbleebe zespodu odstřelil hlavu
- Shockwave transformuje se do mimozemského pásového tanku ve filmu mu Optimus vrazí pesťovku a vyrve mu oko
- Driller je Shockwavevov obrovský vrták ve filmu mu Optimus ustřelil 1 pilu a zabil
- Sentinel Prime transformuje se do hasičského auta s číslem 316 (původně Autobot, ale přidal se k decepticonům za účelem obnovení Cybertronu) ve filmu ho Optimus zabije s Megatronovou zbraní

## Recenze
- František Fuka, FFFilm, 29. 03. 2011,, Recenze: Transformers 3 (Transformers: Dark of the Moon) – 40%[nedostupný zdroj]